# Olga Żuk
Olga Żuk – polska biochemik, dr hab., profesor zwyczajny Państwowej Medycznej Wyższej Szkoły Zawodowej w Opolu i Instytutu Biotechnologii Wydziału Przyrodniczego i Technicznego Uniwersytetu Opolskiego.

## Życiorys
W 1974 uzyskała tytuł magistra na Uniwersytecie Państwowym Odeskim, w 1986 obroniła pracę doktorską, w 1996 otrzymała stopień doktora habilitowanego. W 2003 uzyskała tytuł profesora, a w 2006 tytuł profesora zwyczajnego.
Została zatrudniona na stanowisku profesora w Katedrze Biotechnologii i Biologii Molekularnej na Wydziale Przyrodniczym i Technicznym Uniwersytetu Opolskiego.
Awansowała na stanowisko profesora zwyczajnego w Instytucie Biotechnologii na Wydziale Przyrodniczym i Technicznym Uniwersytetu Opolskiego, oraz w Państwowej Medycznej Wyższej Szkole Zawodowej w Opolu.